# Daretorps församling
Daretorps församling var en församling i Skara stift och i Tidaholms kommun. Församlingen uppgick 2010 i Hökensås församling. 

## Administrativ historik
Församlingen har medeltida ursprung. 1626 utbröts Brandstorps församling.
Församlingen var till 1962 moderförsamling i pastoratet Daretorp och Velinga som från 1629 även omfattade Brandstorps församling och till 1638 Ettaks församling. Från 1962 till 1998 var den moderförsamling i pastoratet Daretorp, Velinga och Härja för att därefter till 2010 ingå i Tidaholms pastorat. Församlingen uppgick 2010 i Hökensås församling.

## Organister
| Period    | Namn               | Levnadstid | Övrigt                |
| --------- | ------------------ | ---------- | --------------------- |
| 1794–1800 | Kristian Kjellberg | 1773–1814  | Organist              |
| 1794–1807 | Johan Ekebom       | 1773–1834  | Vikarierande organist |
| 1806–1848 | Anders Kjämpe      | 1774–1848  | Organist              |
| 1848–1851 | Gustav Kempe       | 1806–1874  | Organist              |
| 1851–1882 | Johan Sandin       | 1827–1909  | Organist              |

## Kyrkor
- Blåhults kapell
- Daretorps kyrka